# Сонячні плями

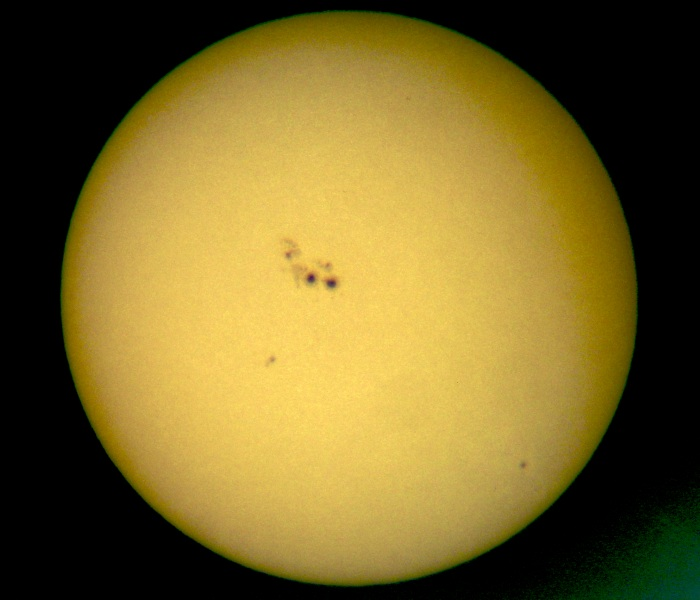

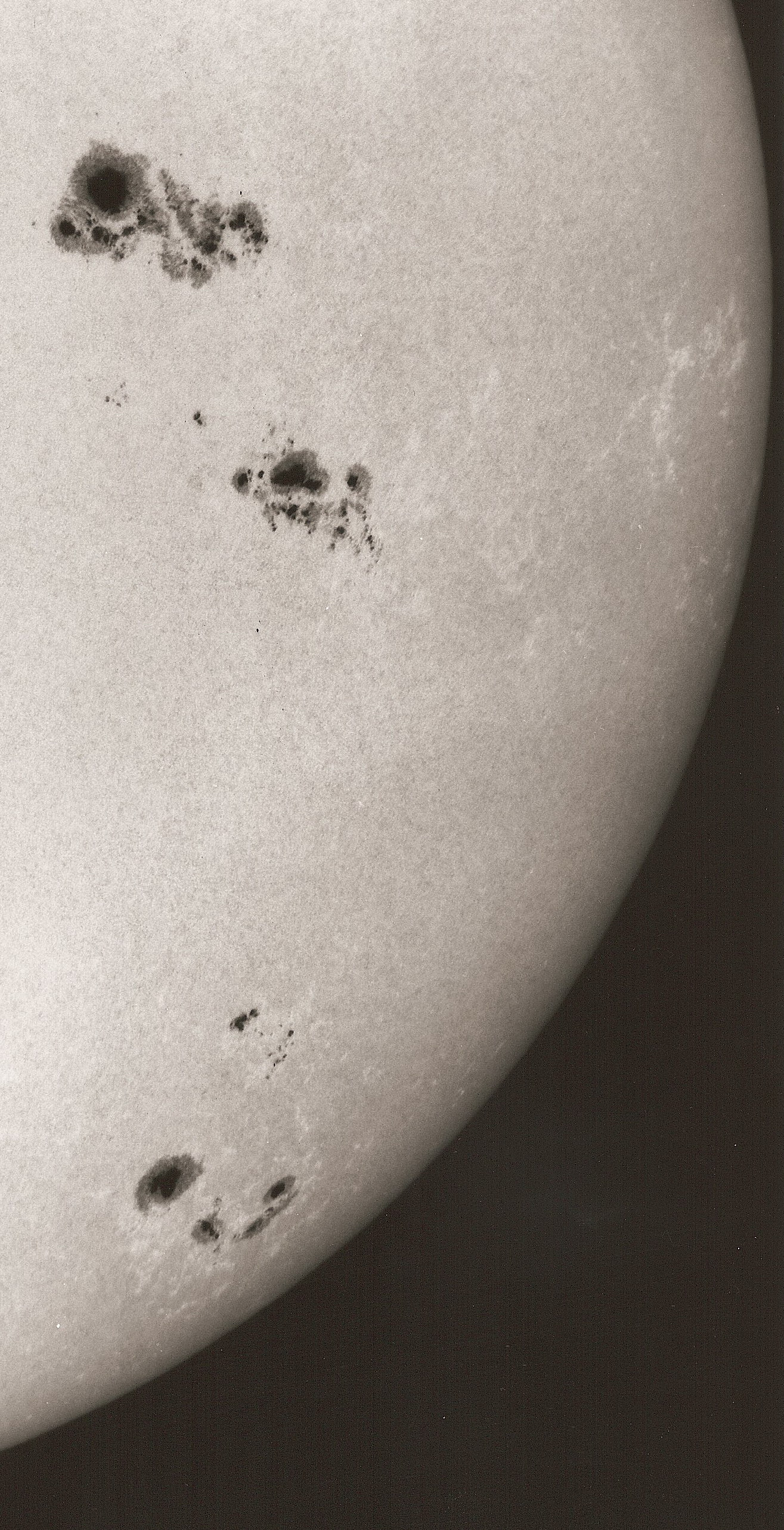
Групи сонячних плям 16 травня 2000 року

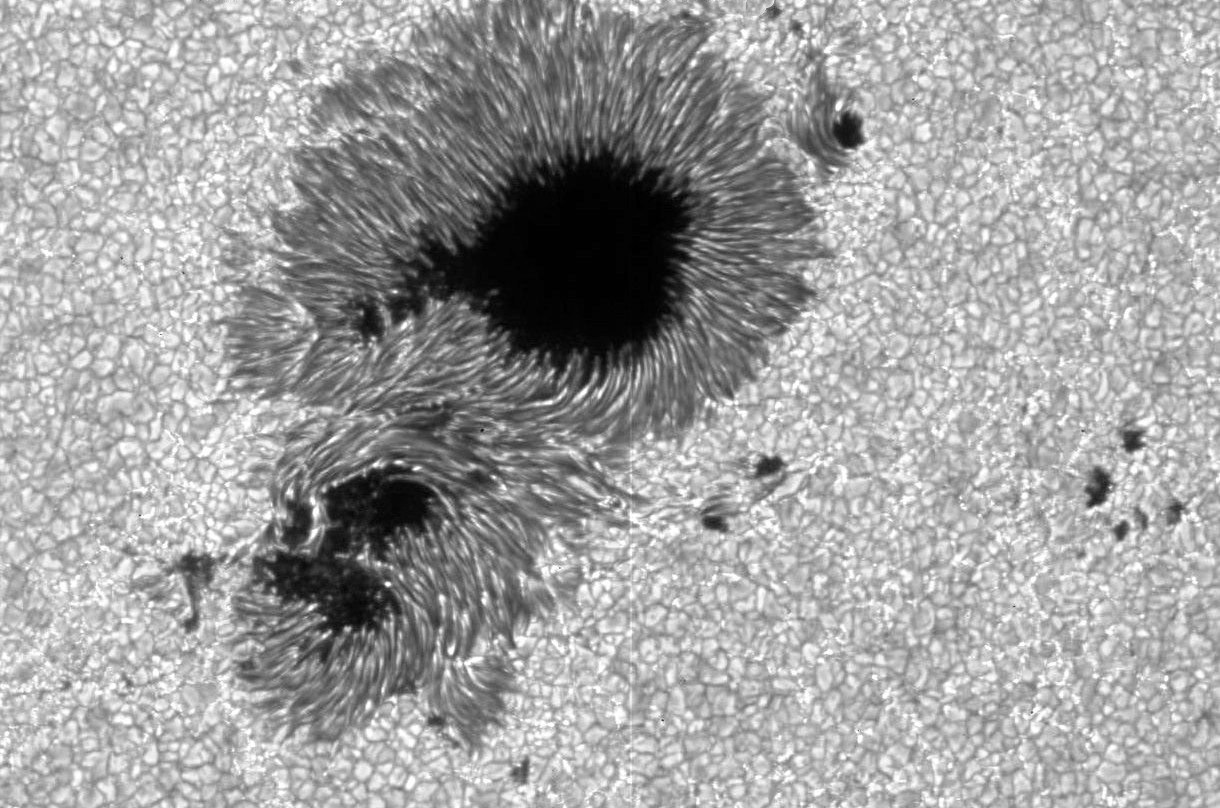
Група плям на Сонці. Світлина зроблена у видимому світлі космічним апаратом Hinode 13 грудня 2006 року

Виникнення сонячної плями: магнітні лінії проникають через поверхню Сонця

Сонячні плями — темні утворення на Сонці, температура яких знижена приблизно на 1500 К у порівнянні з навколишніми ділянками фотосфери. Спостерігаються на диску Сонця за допомогою оптичних приладів, а в разі великих плям — і неозброєним оком у вигляді темних плям. Сонячні плями є областями виходу у фотосферу сильних (до декількох тисяч ґаусів) магнітних полів. Потемніння фотосфери в плямах обумовлено придушенням магнітним полем конвективних рухів речовини і, як наслідок, зниженням потоку перенесення теплової енергії в цих областях.
Кількість плям на Сонці (і пов'язане з ним число Вольфа) — один з головних показників сонячної магнітної активності.
На більш холодних зірках (класу K і холодніше) спостерігаються плями набагато більшої площі, ніж на Сонці.

## Природа та структура
У центрі сонячної плями магнітні лінії спрямовані майже перпендикулярно до поверхні Сонця, а з наближенням до краю плями вони нахиляються до його поверхні. Разом з тим у центрі плями магнітні лінії є досить заплутаними й саме це перешкоджає розвитку грануляції в центральних областях сонячної плями. Нагріта сонячна плазма складається з електрично заряджених частинок, які не можуть рухатися поперек ліній магнітного поля прямолінійно. Тому лінії потужного магнітного поля в центрі плями «заштовхують» потік гарячої плазми назад у надра Сонця. Відповідно, у центрі плями можна бачити нижчі шари, які підігріваються значно менше, ніж на сусідніх із плямою ділянках, де добре розвинена сонячна грануляція. Тому температура в центрі плями є нижчою десь на 1000 чи 1500 К від температури поверхні Сонця за межами плями. Згідно із законом випромінювання чорного тіла потік випромінювання з центру плями значно менший і спостерігач бачить на тлі яскравої поверхні Сонця ділянку, яка виглядає вдвічі-вчетверо темнішою. Великі сонячні плями складаються з темнішого ядра («тіні») та навколишнього кільця («напівтіні»).
Ближче до краю плями лінії магнітного поля більш впорядковані й значно нахилені до поверхні Сонця. Відповідно, стає можливим рух зарядженої плазми, що виноситься конвекцією з надр Сонця, і на краю плями видно довгі нитки гарячої плазми, які спрямовані вздовж ліній магнітного поля. Тому на краю плями речовина розігріта більше, ніж у центрі, але все ж таки менше, ніж за межами плями. Для зовнішнього спостерігача краї плями виглядають дещо світлішими внаслідок більшої, ніж у центрі плями, температури, однак вони залишаються темнішими, ніж поверхня Сонця навколо плями.
Кількість сонячних плям на поверхні світила не є сталою. Вона змінюється з 11-річним сонячним циклом. У рік максимуму активності спостерігають понад 100 плям, в мінімумі — всього кілька. Час існування плями може коливатись від кількох годин до кількох місяців. Розміри — від тисячі кілометрів до кількох сотень тисяч кілометрів (декілька діаметрів Землі).

## Сонячні нитки

Сонячні нитки. Чорна область, розташована ліворуч від яскравішої активної області, являє собою корональний отвір, магнітну відкриту область Сонця.

Сонячні волокна — це хмари заряджених частинок, що плавають над Сонцем, прив'язані до неї магнітними силами. Вони, як правило, мають форму витягнутих і нерівних ліній (ниток). Лише зрідка лінії (нитки) мають форму, подібну до кола. Рідкісне явище.

## Сучасні дослідження
В 2025 році, згідно публікації в журналі «Астрономія та астрофізика», стало відомо, що міжнародна дослідницька група дослідників з Інституту сонячної фізики у Фрайбурзі (Німеччина) за допомогою німецького сонячного телескопа GREGOR та нового методу, який усуває перешкоди від земної атмосфери, зробили можливим аналіз поляризованого світла від Сонця. Команда науковців змогла точно визначити, звідки воно надходить усередині сонячних плям і що відбувається всередині. Попередні пояснення стабільності сонячних плям припускали рівновагу між магнітними полями та тиском газу, проте магнітні потрясіння довгий час ускладнювали спостереження за цим явищем.